# 성선화
성선화는 대한민국 전직 기자 출신으로 현재 어썸인 대표이다

## 학력
- 이화여자대학교 언론홍보학과 학사
- 건국대학교 부동산대학원 건설개발 재학중

## 경력
- 2020.06 ~ 어썸인 대표
- 2016 이데일리 증권시장부
- 2012 이데일리 금융부
- 2009 한국경제신문 건설부동산부
- 2007 한국경제신문 사회부 교육팀
- 2006 한국경제신문

## 방송
- KBS 2TV : <무한리필 샐러드> 게스트 및 패널 《성선화의 돈의 맛》